# Rock'n'roll
För andra betydelser, se Rock'n'roll (olika betydelser).

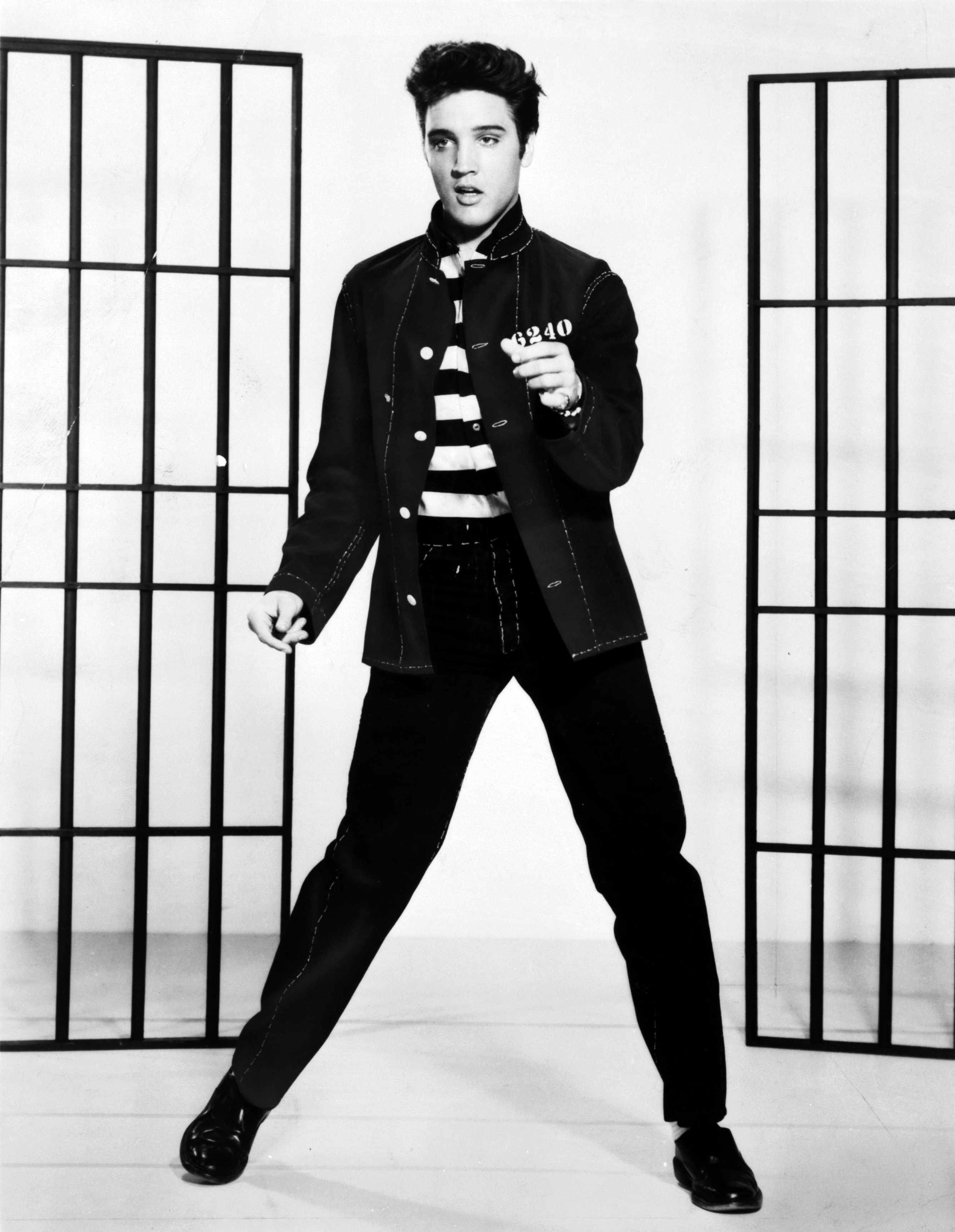
Elvis Presley under inspelningen av filmen Jailhouse Rock 1957.

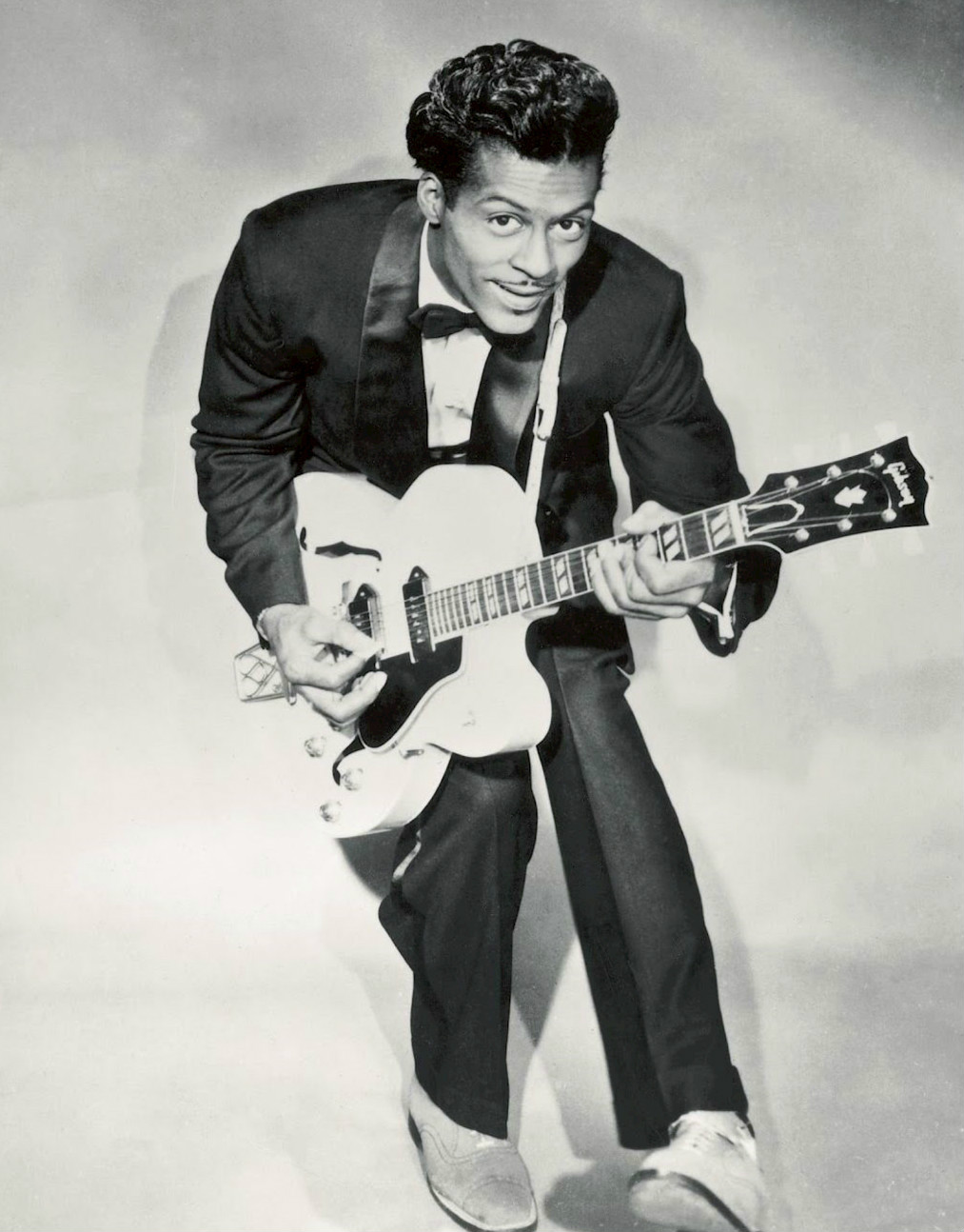
Chuck Berry, en av 1950-talets rockpionjärer, som kommit att inspirera många senare musiker.

Rock'n'roll, även rock and roll, som betyder "gunga och rulla", kan härledas från dejting i bilfordon under 1940-talet och 1950-talet och de rörelser som skapas i karossen vid dylika ekivoka sammankomster.  Blev sedermera den ursprungliga ungdomsorienterade musikgenren till den övriga rockmusiken som utvecklades från populärmusiken i USA under 1950-talet och strax spreds till Storbritannien och övriga Europa. 
Rock'n'roll är en sorts populärmusik som oftast använder sig av sång, elgitarr och ett tungt bakgrundsbeat. Den utvecklades med tiden till många olika högst varierande stilar inom rockmusiken som numera även bara kallas "rock". Som ett resultat av detta har begreppet rock'n'roll numera två distinkta betydelser: antingen traditionell rock'n'roll i 1950-talets stil, eller senare övrig rockmusik som skiljer sig avsevärt från den traditionella rock'n'roll-musiken, som till exempel hårdrock/heavy metal och punkrock. En av de grupper som ofta förknippats med heavy metal och/eller hårdrock, men som själva definierar sig som rock'n'roll är AC/DC, grundat 1973. 
Exempel på en subkultur som ofta förknippas med rock'n'roll är raggare.

## Ordet
Själva ordet "rock'n'roll" hämtades 1953 av den amerikanske radiomannen Alan Freed, från det erotiska slanguttrycket inom rhythm and blues, till sitt radioprogram Moondog's Rock'n'Roll Party. Enligt en annan teori lär jukeboxtillverkaren Rock-Ola genom sitt firmanamn ha inspirerad tillkomsten av begreppet Rock & roll.

## Pionjärer inom rock'n'roll
- Chuck Berry
- Eddie Cochran
- Bo Diddley
- Fats Domino
- Duane Eddy
- The Everly Brothers
- Little Gerhard
- Bill Haley
- Buddy Holly
- Johnny and the Hurricanes
- Jerry Lee Lewis
- Roy Orbison
- Carl Perkins
- Elvis Presley
- Little Richard
- Tommy Steele
- Rosetta Tharpe
- Gene Vincent
- Johnny Cash